# Eager Learning
Em engenharia de inteligência artificial, a Eager Learning (engl., Aprendizagem Ansiosa) é um método de aprendizagem em que o sistema tenta implementar a generalização antes de o sistema receber o input sendo assim independente da função alvo, o contrário acontece com a Aprendizagem Preguiçosa, onde neste caso essa generalização é feita após o sistema receber o input. 
A grande vantagem neste método, tal como nas Redes Neurais Artificiais, é que a função alvo é aproximada globalmente durante o treino, requerendo muito menos espaço que o método de aprendizagem preguiçosa. A aprendizagem ansiosa trata muito melhor os dados do treino que tenham instâncias desnecessárias. Esta aprendizagem é um exemplo de aprendizagem desligada (Offline Learning), em que a sua aproximação não varia consoante a função alvo, isto significa que o mesmo input ao sistema resulta sempre no mesmo resultado.
A desvantagem da aprendizagem ansiosa é que, de modo geral, não é capaz de fornecer uma boa aproximação local na função alvo.